# Гострий (півострів, Київ)
Гострий – півострів, а початково станом на 1870-ті рр. піщаний алювіальний острів поблизу південного закінчення острова Галерний межах Голосіївського району м. Києва. Площа: суч. площа 8,5 га, географічні координати: 50.366883, 30.573535.

## Формування

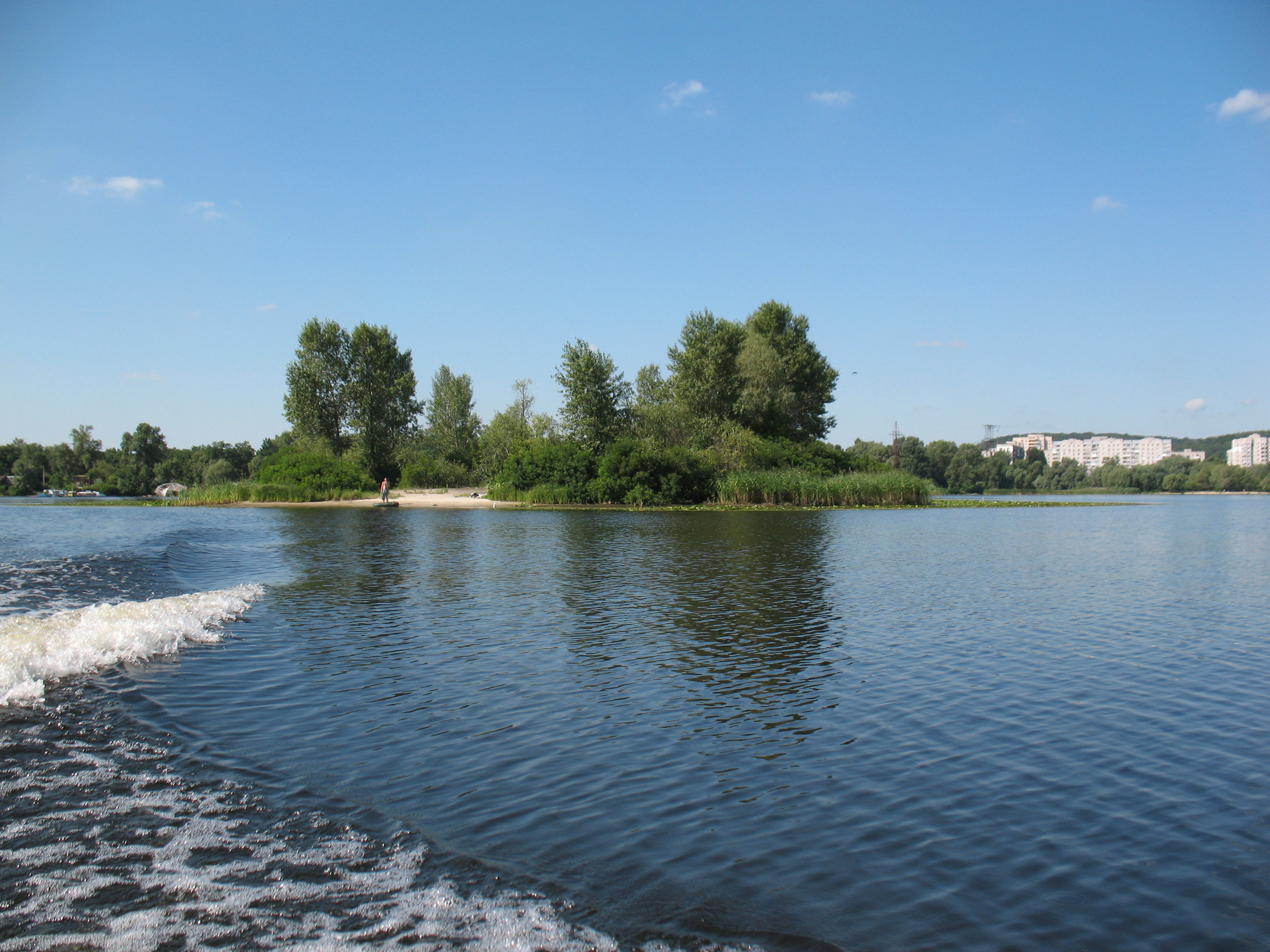
Острів Супутник біля західного узбережжя півострова Гострий. Фото 2009 р.

Сучасний півострів Гострий початково являв собою фрагмент третього, найбільш південного з Галерних островів. Його приблизне розташування ми можемо побачити на Київської губернії 1849-50 рр. з зображенням островів, згаданих в 1870-х рр. як Галерні. Він являв собою південно-східний гострий куток третього самого південного острова. На мапі 1871-73 рр. ми можемо побачити цей же гострий мис у входу до тодішньої Чернечої затоки. Зі сходу від нього у вигляді острова показана пізніша Осокорківська мілина (вона існувала до 1960-х рр., коли була імовірно штучно ліквідована для спрямлення суднохідного фарватеру). На південь у вигляді острова з гострим закінченням показаний острів Чернечий.
Подальше формування півострова Гострий пов’язано з наступною трансформацією Галерних островів. Зумовлена будівництвом Дарницького залізничного мосту зміна напрямку головного русла з близького до правого берега на заострівне ближче до лівого берега річище призвела до замулення та відмирання попереднього річища. Наразі від поступово відмерлого Лисогірського рукава залишилися лише затока Дніпровська на півночі та болотисті низини урочища Покал та Чернеча (сучасна Галерна) затока. Великий острів (один з позначених на мапі 1871-73 рр. як «Остров Галерный» розташований поблизу гирла Либіді ближче до правого берега) в міру відмирання Лисогірського рукава з’єднався з правим берегом. Протока між ним та більшою частиною колишнього острова Микільський (другий з островів позначених на мапі 1871-73 рр. як «Остров Галерный») – також поступово відмирала (покалилася). Згодом це призвело до об’єднання обох масивів в сучасне урочище Покал-Галерний острів. Елементом цього масиву став і тодішній острів Гострий.
На мапах 1932 р., 1934 та 1941 р. сучасний півострів Гострий показаний як острів між двома рукавами гирла річки Либідь. Його площа на той момент складала майже 52 га. Це може наводити на думку про можливість його поступового збільшення за рахунок відкладання алювію річки Либіді. Західний рукав гирла річки Либідь впадає в затоку Миколайчик.
На німецькому аерофотознімку Києва серпня-вересня 1941 р. ми можемо побачити, що сучасний півострів Гострий і далі був островом розташованим між двома рукавами гирла Либіді. Рукав гирла Либіді, що вливався безпосередньо в Дніпро (східний), імовірно, був в той час маловодним.
На детальній мапі 1960 р. помітні суттєві зміни, які відбулися в районі гирла Либіді-острова Водників. Гирло Либіді було відведено на північ від сучасного півострова Гострий, де воно знаходиться і зараз. Після цього Гострий остаточно останній злився з материковою частиною урочища Покал. Натомість паралельно йому протягнувся великий піщаний острів-мілина, лише на верхівці вкритий рослинністю.
На лоції 1982 р. Гострий показаний вже у своїх сучасних формах, які імовірно, викликані наступною значною трансформацією району сучасної Галерної затоки у зв’язку з будівництвом ТЕЦ-5, яке розпочалося наприкінці 1960-х рр. В 1970-х рр. споруджується також скидний канал гарячих вод ТЕЦ-5 та відстійники перед впаданням в Дніпро, що невідворотно трансформує верхню третину колишнього острова Гострий. Цей канал також показаний на лоції 1982 р. Імовірно, у зв’язку з розбудовою промислової зони та ТЕЦ-5 на Теличці та Покалі було здійснено створення придатної для суден гавані в колишній Чернечій затоці. Забір ґрунту змінив абриси об’єктів в районі цієї - сучасної Галерної затоки. Виникли затоки на захід – затока Рибників та північ – Куляста від півострова Гострого. При цьому вихідний острів Гострий скоротився на свою південну третину. Наразі зберіглася лише його центральна третина з’єднана перешийком з урочищем Галерний острів.
Невеликий зарослий заплавним лісом сучасний острів Супутник (площа 0,33 га, координати: 50.366247°, 30.570170°) на лоції 1982 р. показаний як півострів. Ще далі на захід показаний ще один зовсім маленький сучасний острівець Плесо (площа 0,6 га, 50.367118°, 30.566009°). Цей острів вкритий заплавним лісом. На ньому наразі влаштовано зону відпочинку. На мапі 1992 р. острів Супутник поблизу східного узбережжя півострова Гострий оформився у своїх сучасних абрисах.

## Природна цінність

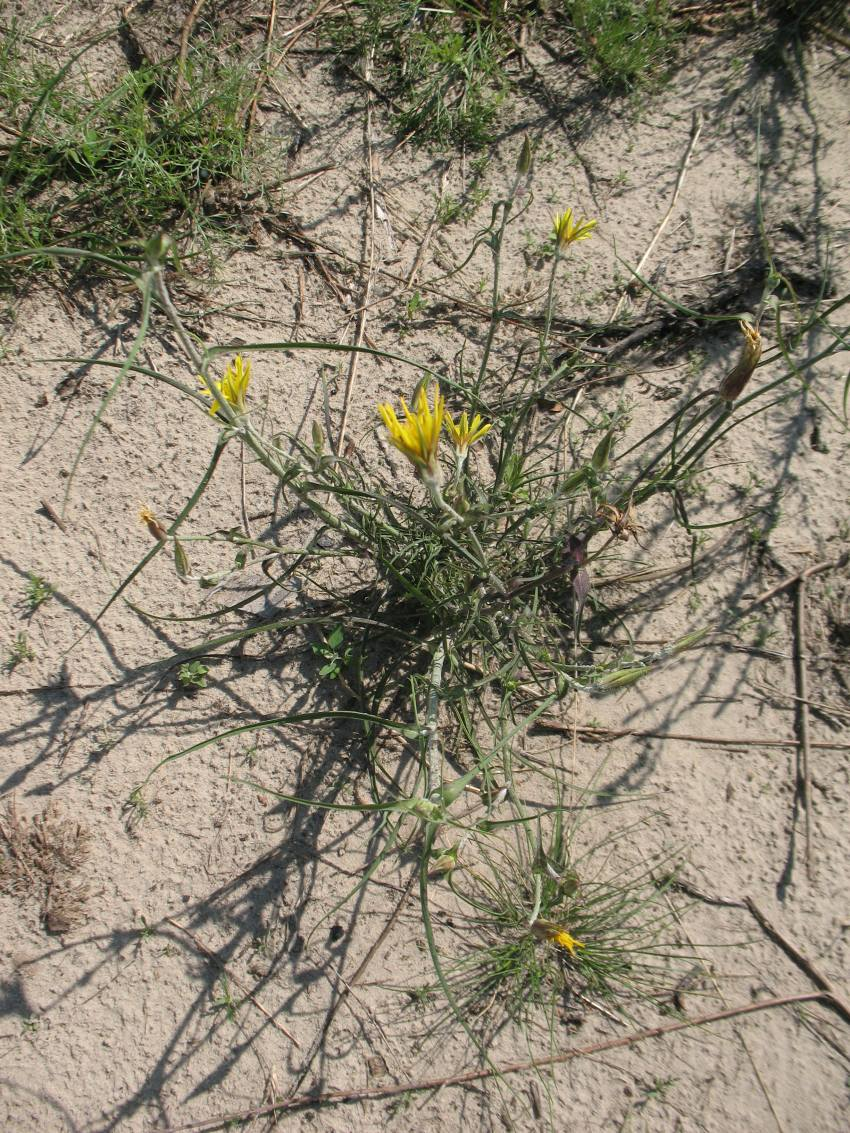
Козельці українські – рослина занесена до Європейського Червоного списку. Фото 2011 р.

Ізольоване положення півострова Гострий і розташованого поблизу острова Супутник (суч. площа 112277,7 м2) також зумовлює їх надзвичайну біологічну цінність. Півострів Гострий являє собою невисокий піщаний масив вкритий заплавним лісом з тополі чорної (Populus nigra) та верби білої (Salix alba). Найкраще збережені листяні ліси існують наразі у південній частині півострова Гострий. Проте окремі великі сосни свідчать, що раніше ця територія тривалий час була безлісою. На значній площі півострова Гострого збереглися фрагменти сухих ксерофітних дніпровських лук, сформованих переважно пісколюбними злаками: кострицею Бекера (Festuca beckeri), куничником наземним (Calamagrostis epigejos) та кипцем сизим (Koeleria glauca). Флористичне ядро утворюють гвоздика Борбаша (Dianthus borbasii), енотера дворічна (Oenothera biennis), щавель горобиний (Rumex acetosella) та кислий (Rumex acetosa), миколайчики плоскі (Eryngium campestre), очиток звичайний (Sedum maximum) та їдка (Sedum acre), пижмо звичайне (Tanacetum vulgare), полин дніпровський (Artemisia campestris) та волошка дніпровська (Centaurea borysthenica). У складі таких угрупувань зростають козельці українські (Tragopogon ucrainicus), внесені до Європейського Червоного списку 1991 р., а також очиток шестирядний (Sedum sexangulare), який знаходиться тут на східній межі ареалу.
На берегах Дніпра та Галерної затоки панує прибережно-водна та водна рослинність. Прибережно-водна рослинність представлена заростями таких рослин, як очерет (Phragmites australis), рогіз вузьколистий (Typha angustifolia) та широколистий (Typha latifolia), бульбокомиш морський (Bolboschoenus maritimus), сідач коноплевий (Eupatorium cannabinum), леерсія рисовидна (Leersia oryzoides), череда тридільна (Bidens tripartita), частуха подорожникова (Alisma plantago-aquatica), шоломниця звичайна (Scutellaria galericulata), авран лікарський (Gratiola officinalis), перстач повзучий (Potentilla reptans), куга озерна (Schoenoplectus lacustris), сусак зонтичний (Butomus umbellatus) та плакун лозний (Lythrum virgatum). Тут виявлена також їжача голівка пряма (Sparganium erectum) — вид, який охороняються рішенням Київради 23.12.2004 р. за № 880/2290.
Участь у формуванні водної рослинності приймають глечики жовті (Nuphar lutea), угрупування яких охороняються Зеленою книгою України (2009). Тут також наявні водяний горіх плаваючий (Trapa natans) та сальвінія плаваюча (Salvinia natans) — реліктові водні рослини, занесені до Червоної книги України (2009), а їх угруповання — до Зеленої книги України (2009). Крім того, звичайними видами є рдесник гребінчастий (Potamogeton crispus), різуха морська (Najas marina), водопериця колосиста (Myriophyllum spicatum), жабурник (Hydrocharis morsus-ranae) та ряска мала (Lemna minor). Великі зарості водяного горіха зростають також в Кулястій затоці на північ від Гострого півострова. Глечики жовті поширені вздовж узбережжі нижньої частини Галерної затоки та вздовж дніпровського узбережжя півострова Гострий. Дуже рідко трапляється латаття біле (Nymphaea alba), яке охороняється на території м. Києва рішенням Київради № 219/940 від 29.06.2000 р., а його угрупування — Зеленою книгою України. Зарості латаття присутні в районі мису Корчі, де багато затоплених пнів на мілководді.
На території об’єкту наявні угруповання, які охороняються Додатком 1 до Резолюції №4 Бернської конвенції та Оселищною Директивою Європейського союзу: вербові та тополеві ліси, псамофітні комплекси, луки та водна рослинність.

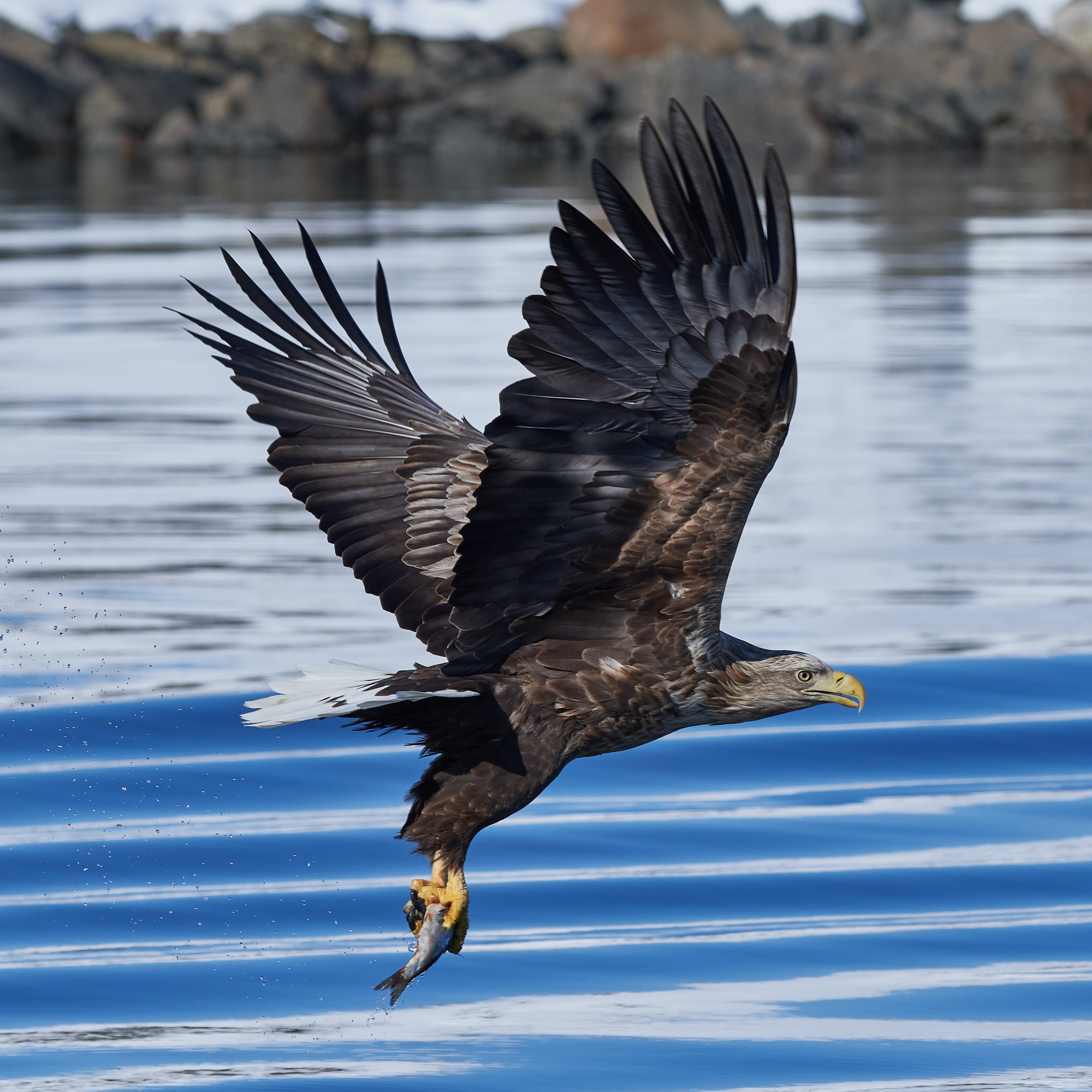
Орлан-білохвіст

Особливістю острова є його ізольованість від навколишніх місцевостей, що сприяє різноманіттю тут фауни. Під час прольоту та літування у прибережній рослинності та на плесі Галерної затоки і дніпровському узбережжі півострова Гострий тримаються численні коловодні птахи, зокрема, маса крижня (Anas platyrhynchos), зустрічаються також пірникоза велика (Podiceps cristatus) та чорношия (Podiceps nigricollis), попелюх (Aythya ferina), чернь чубата (Aythya fuligula), чирянки велика (Anas querquedula) та мала (Anas crecca), квак (Nycticorax nycticorax), а також сіра (Ardea cinerea) та біла (Egretta alba) чаплі. Окрім того, неодноразово тут на прольоті спостерігалася занесена до Червоної книги України скопа (Pandion haliaetus). На піщаному узбережжі тримаються кулики побережник чорногрудий (Calidris alpina) та пісочник малий (Charadrius dubius),  кулик-сорока (Haematopus ostralegus), занесений до Червоної книги України, мартини звичайний (Chroicocephalus ridibundus), сизий (Larus canus), чорнокрилий (Larus fuscus), сріблястий (Larus argentatus) та малий (Hydrocoloeus minutus). Лопарев C. О. (1996) знаходив на піщаних дюнах Галерного острова виплювки орлана-білохвоста (Haliaeetus albicilla) включеного до Червоної книги України.
Цінне тутешнє урочище і для ссавців. На території об’єкту в 2004 р., зокрема, зафіксований заєць сірий (Lepus europaeus).

## Загорози
Забудова, неконтрольвана рекреація, проведення масових заходів, забор піску для гідронамиву та виробництва цементу.

## Охорона
Півострів Гострий не увійшов до регіонального ландшафтного парку "Дніпровські острови". Пропонується включити півострів Гострий разом з островом Супутник до складу проектованого ландшафтного заказника місцевого значення «Галерний острів». В перспективі цей півострів має увійти до заповідної зони проектованого Національного природного парку "Дніпровські острови"